# Cratere Fontenelle
Fontenelle è un cratere lunare di 37,68 km situato nella parte nord-occidentale della faccia visibile della Luna, lungo il bordo settentrionale del Mare Frigoris. A nordest della formazione si trova ciò che resta del cratere Birmingham. A causa della sua posizione, il cratere appare di forma ovale quando viene osservato dalla Terra.
Il bordo del cratere è quasi circolare, sebbene la parte esterna sia irregolare e in alcuni punti si trovino alcune fratture, in particolare lungo il settore sudovest ed est. Il bordo confina con il Mare Frigoris, ed un dorsum si estende per parecchi diametri del cratere in direzione sudest. L'orlo occidentale è a contatto con del terreno irregolare a ovest e a nordovest.
Il fondo di Fontenelle è alquanto frastagliato lungo il bordo settentrionale. Si osserva un picco centrale di modeste dimensioni nel punto mediano, e qualche irregolarità ad ovest di tale formazione. Non ci sono molti crateri minori.
A sud di Fontenelle, nel mare lunare, si trova un piccolo cratere circondato da accumuli di materiale con alto albedo. Tale formazione è molto simile al cratere Linné, situato nel Mare Serenitatis, e non ha un nome. Si trova a 15 km in direzione nord-nordovest da 'Fontenelle G'.
Ad est del cratere si osserva un'inusuale configurazione geometrica sulla superficie, nota come la piazza di Mädler, scoperta dal selenografo Johann Heinrich von Mädler.
Il cratere è dedicato allo scrittore francese Bernard le Bovier de Fontenelle

## Crateri correlati
Alcuni crateri minori situati in prossimità di Fontenelle sono convenzionalmente identificati, sulle mappe lunari, attraverso una lettera associata al nome.
| Fontenelle | Coordinate            | Diametro (in km) |
| ---------- | --------------------- | ---------------- |
| A          | 67°36′36″N 16°09′00″W | 21,52            |
| B          | 61°54′36″N 22°59′24″W | 13,16            |
| C          | 64°31′12″N 27°19′12″W | 12,96            |
| D          | 62°38′24″N 23°26′24″W | 16,15            |
| F          | 64°24′36″N 28°12′36″W | 11,07            |
| G          | 59°34′12″N 18°22′12″W | 4,13             |
| H          | 64°06′N 20°09′W       | 6,11             |
| K          | 69°39′36″N 15°46′12″W | 6,72             |
| L          | 66°32′24″N 16°37′12″W | 5,15             |
| M          | 63°09′00″N 28°51′36″W | 9,15             |
| N          | 64°03′36″N 29°45′00″W | 8,3              |
| P          | 64°12′00″N 17°15′36″W | 6,37             |
| R          | 64°19′12″N 18°46′12″W | 4,91             |
| S          | 65°19′12″N 26°51′00″W | 7,53             |
| T          | 66°22′48″N 25°52′48″W | 6,59             |
| X          | 60°34′12″N 27°48′36″W | 7,47             |